# Adler Tibor
Adler Tibor (Budapest, 1905. július 26. – Hrenovoje, Szovjetunió, 1943. február 15-16.) zongoraművész, zeneszerző.

## Élete
Adler Sándor (1873–?) könyvkereskedő és Willioner Ilona (1873–1910) fia. Tanulmányait a budapesti Zeneakadémián végezte Thomán István és Antalffy-Zsiross Dezső növendékeként. A Polónia luxushajó zenekarának karmestereként beutazta a Földközi-tengert és Afrika nyugati partvidékeit. Tagja és vezetője volt tánc- és jazz-zenekaroknak, karmesterként működött a bécsi Hotel Edenben és a berlini Casanovában, illetve a magdeburgi Kabaré zenei igazgatója volt.
1933-ban Fejér György zongoraművésszel megalakította az Adler-Feyer zongorakettőst, amelyhez példaként szolgált a világhírű Wiener & Doucet zongoraduó. A következő évben már szerződésük volt Párizsba. A repertoárjukban a klasszikus művektől a kortárs zenei darabokig sok minden megtalálható volt. Jazzes feldolgozásaikkal és szerzeményeikkel gyakran szerepeltek a Magyar Rádió élőközvetítéseiben, és néhány régi hangosfilm is őrzi játékukat. Adler Tibor fellépett a párizsi és barcelonai rádiókban is. 1937-ben koncertkörúton vett részt a Szovjetunióban és fellépett Monte-Carlóban is. 
A zsidótörvények hatályba lépése után egyre kevesebb fellépési lehetőséghez jutott. Az OMIKE Művészakció szereplője volt.
Munkaszolgálatosként vesztette életét a keleti fronton.

## Magánélete
Felesége Sörnyei Irma (1900–?) volt, Sörnyei Bernát és Schwarcz Eszter lánya, akit 1936. július 1-jén Budapesten vett nőül.